# Traktat Edena-Raynevala
Traktat Edena-Raynevala (fr:Traité Eden-Rayneval, ang: Eden Agreement, Eden Treaty - "Traktat Edena") - traktat o wolnym handlu Francji z Wielką Brytanią, który podpisał w Londynie 26 września 1786 roku Joseph-Mathias Gérard de Rayneval (1736-1812) i William Eden, 1. baron d'Auckland (1745-1814). Spowodował on zalew francuskiego rynku przez towary brytyjskie.
Traktat ten był przesiąknięty duchem dzieła Adama Smitha "Badania nad naturą i przyczynami bogactwa narodów" opublikowanego w 1776 roku. Popierali go zarówno William Pitt Młodszy, jak i Fizjokraci. Brytyjczycy jednak zbyt egoistycznie podtrzymali elementy swej ochrony celnej, w rezultacie czego, traktat był mało opłacalny dla Francji.